# Takamasa Watanabe
Takamasa Watanabe (født 12. maj 1977) er en tidligere japansk fodboldspiller.
Han har spillet for flere forskellige klubber i sin karriere, herunder Urawa Reds.